# Nhật Chiếu
Nhật Chiếu (tiếng Trung: 日照市; bính âm: Rìzhào Shì, Hán-Việt: Nhật Chiếu thị) là một địa cấp thị nằm ở phía đông nam tỉnh Sơn Đông, Trung Quốc. Thành phố có diện tích 5.359 km², dân số năm 2020 là 2.968.365 người, mật độ dân số đạt 550 người/km². Vùng đô thị có diện tích 1.915 km², dân số 1.551.513 người.

## Hành chính
Địa cấp thị Nhật Chiếu quản lý 4 đơn vị cấp huyện, bao gồm 2 quận nội thành và 2 huyện.
- Khu Đông Cảng (东港区)
- Khu Lam Sơn (岚山区)
- Huyện Cử (莒县)
- Huyện Ngũ Liên (五莲县)